# Plecturocebus baptista
Plecturocebus baptista é uma espécie de Macaco do Novo Mundo da família Pitheciidae e subfamília Callicebinae. Foi descoberto no Lago do Batista, ao sul do rio Amazonas, à leste da cidade de Nova Olinda do Norte, na margem direita do rio Madeira. Sua ocorrência é restrita ao sul do rio Amazonas e leste do rio Madeira. Possui parte interna dos membros e ventre de cor vermelha escura, parte superior do corpo, dorso e cauda, de cor cinzenta.